# كأس تونس 1955–56
كأس تونس لكرة القدم 1955-1956 هو الموسم رقم 1 منذ الاستقلال وال26 منذ إنشائه من كأس تونس لكرة القدم.

فاز بهذا الموسم الملعب التونسي، وجاء ثانيا النادي الإفريقي.

## روابط خارجية
- الموقع الرسمي للجامعة التونسية لكرة القدم.